# Dan Miller (homme politique)
Pour les articles homonymes, voir Dan Miller et Miller.
Arthur Dan Miller (né le 24 décembre 1944) est un homme politique canadien. Il a été chef intérimaire du Nouveau Parti démocratique de la Colombie-Britannique et a été premier ministre brièvement pour six mois, de 1999 à 2000.